# 拉扎尔少校
拉扎尔少校（英語：Major Lazer）是美国電子舞曲DJ三人组，包括唱片制作人迪波洛，DJ Walshy Fire和Ape Drums。2008年，迪波洛和Switch在牙买加京斯敦成立了拉扎尔少校，三年后Switch离队，随后Jillionaire和Walshy Fire加入。2019年6月，Jillionaire离队，Ape Drums加入。